# Schistura thanho
Schistura thanho és una espècie de peix de la família dels balitòrids i de l'ordre dels cipriniformes.

## Morfologia
- Cos amb 7-14 franges fosques, de forma irregular i sovint incompletes.
- Cap de color groguenc i amb petites taques marrons a la part superior i a les galtes.
- Els mascles poden assolir els 8,3 cm de longitud total.
- Aleta caudal força bifurcada, amb 9+8 radis ramificats i una banda negra a la base.
- Línia lateral completa.
- Àrea predorsal recoberta d'escates.[2]

## Hàbitat i distribució geogràfica
És un peix d'aigua dolça, demersal i de clima tropical, el qual es troba al centre del Vietnam: la conca del riu Vinh Thanh.

## Amenaces
Les seues principals amenaces són la sobrepesca i la degradació i pèrdua del seu hàbitat a causa de la construcció de preses i la sedimentació causada per la desforestació.